# Kristotomus incompletus
Kristotomus incompletus är en stekelart som beskrevs av Gupta 1990. Kristotomus incompletus ingår i släktet Kristotomus och familjen brokparasitsteklar. Inga underarter finns listade i Catalogue of Life.